# کریس کلوگ
کریس کلوگ (انگلیسی: Chris Klug؛ زادهٔ ۱۸ نوامبر ۱۹۷۲) اسنوبردسوار اهل ایالات متحده آمریکا است.